# UCI ProSeries 2024
UCI ProSeries 2024 – 5. edycja cyklu wyścigów kolarskich UCI ProSeries.
W kalendarzu 5. edycji cyklu UCI ProSeries znalazło się 55 wyścigów rozgrywanych między 31 stycznia a 20 października 2024.

## Kalendarz
Opracowano na podstawie:
| UCI ProSeries 2024                | UCI ProSeries 2024 | UCI ProSeries 2024                     | UCI ProSeries 2024 | UCI ProSeries 2024                                | UCI ProSeries 2024                            | UCI ProSeries 2024                                       | UCI ProSeries 2024 |
| Data                              | Państwo            | Wyścig                                 | Kat.               | Zwycięzca                                         | Drugie miejsce                                | Trzecie miejsce                                          |                    |
| --------------------------------- | ------------------ | -------------------------------------- | ------------------ | ------------------------------------------------- | --------------------------------------------- | -------------------------------------------------------- | ------------------ |
| 31 stycznia – 4 lutego 2024       | Hiszpania          | Volta a la Comunitat Valenciana        | 2.Pro              | Brandon McNulty (UAE Team Emirates)               | Santiago Buitrago (Bahrain Victorious)        | Aleksandr Własow (Bora-Hansgrohe)                        |                    |
| 10 lut                            | Portugalia         | Figueira Champions Classic             | 1.Pro              | Remco Evenepoel (Soudal Quick-Step)               | Vito Braet (Intermarché-Wanty)                | Simone Velasco (Astana Qazaqstan Team)                   |                    |
| 10 – 14 lutego 2024               | Oman               | Tour of Oman                           | 2.Pro              | Adam Yates (UAE Team Emirates)                    | Jan Hirt (Soudal Quick-Step)                  | Finn Fisher-Black (UAE Team Emirates)                    |                    |
| 11 lut                            | Hiszpania          | Clásica de Almería                     | 1.Pro              | Olav Kooij (Team Visma \| Lease a Bike)           | Matteo Moschetti (Q36.5 Pro Cycling Team)     | Matteo Trentin (Tudor Pro Cycling Team)                  |                    |
| 14 – 18 lutego 2024               | Hiszpania          | Vuelta a Andalucía                     | 2.Pro              | nie przyznano                                     |                                               |                                                          |                    |
| 14 – 18 lutego 2024               | Portugalia         | Volta ao Algarve                       | 2.Pro              | Remco Evenepoel (Soudal Quick-Step)               | Daniel Felipe Martínez (Bora-Hansgrohe)       | Jan Tratnik (Team Visma \| Lease a Bike)                 |                    |
| 24 lut                            | Francja            | Classic de l’Ardèche                   | 1.Pro              | Juan Ayuso (UAE Team Emirates)                    | Romain Grégoire (Groupama-FDJ)                | Mattias Skjelmose (Lidl-Trek)                            |                    |
| 25 lut                            | Francja            | La Drôme Classic                       | 1.Pro              | Marc Hirschi (UAE Team Emirates)                  | Juan Ayuso (UAE Team Emirates)                | Maxim Van Gils (Lotto Dstny)                             |                    |
| 25 lut                            | Belgia             | Kuurne-Bruksela-Kuurne                 | 1.Pro              | Wout van Aert (Team Visma \| Lease a Bike)        | Tim Wellens (UAE Team Emirates)               | Oier Lazkano (Movistar Team)                             |                    |
| 28 lut                            | Włochy             | Trofeo Laigueglia                      | 1.Pro              | Lenny Martinez (Groupama-FDJ)                     | Andrea Vendrame (Decathlon-AG2R La Mondiale)  | Juan Ayuso (UAE Team Emirates)                           |                    |
| 13 mar                            | Belgia             | Nokere Koerse                          | 1.Pro              | Tim Merlier (Soudal Quick-Step)                   | Fabio Jakobsen (Team dsm-firmenich PostNL)    | Jasper Philipsen (Alpecin-Deceuninck)                    |                    |
| 13 mar                            | Włochy             | Mediolan-Turyn                         | 1.Pro              | Alberto Bettiol (EF Education-EasyPost)           | Jan Christen (UAE Team Emirates)              | Marc Hirschi (UAE Team Emirates)                         |                    |
| 14 mar                            | Francja            | Grand Prix de Denain                   | 1.Pro              | Jannik Steimle (Q36.5 Pro Cycling Team)           | Ceriel Desal (Bingoal WB)                     | Dries Van Gestel (TotalEnergies)                         |                    |
| 15 mar                            | Belgia             | Bredene Koksijde Classic               | 1.Pro              | Luca Mozzato (Arkéa-B&B Hotels)                   | Dylan Groenewegen (Team Jayco AlUla)          | Gerben Thijssen (Intermarché-Wanty)                      |                    |
| 30 mar                            | Hiszpania          | Grand Prix Miguel Indurain             | 1.Pro              | Brandon McNulty (UAE Team Emirates)               | Maxim Van Gils (Lotto Dstny)                  | Oscar Onley (Team dsm-firmenich PostNL)                  |                    |
| 3 kwi                             | Belgia             | Scheldeprijs                           | 1.Pro              | Tim Merlier (Soudal Quick-Step)                   | Jasper Philipsen (Alpecin-Deceuninck)         | Dylan Groenewegen (Team Jayco AlUla)                     |                    |
| 10 kwi                            | Belgia             | Brabantse Pijl                         | 1.Pro              | Benoît Cosnefroy (Decathlon-AG2R La Mondiale)     | Dylan Teuns (Israel-Premier Tech)             | Tim Wellens (UAE Team Emirates)                          |                    |
| 15 – 19 kwietnia 2024             | Włochy             | Tour of the Alps                       | 2.Pro              | Juan Pedro López (Lidl-Trek)                      | Ben O’Connor (Decathlon-AG2R La Mondiale)     | Antonio Tiberi (Bahrain Victorious)                      |                    |
| 21 – 28 kwietnia 2024             | Turcja             | Presidential Cycling Tour of Turkey    | 2.Pro              | Frank van den Broek (Team dsm-firmenich PostNL)   | Merhawi Kudus (Terengganu Cycling Team)       | Paul Double (Team Polti Kometa)                          |                    |
| 4 maj                             | Francja            | Grand Prix du Morbihan                 | 1.Pro              | Benoît Cosnefroy (Decathlon-AG2R La Mondiale)     | Axel Zingle (Cofidis)                         | Arnaud De Lie (Lotto Dstny)                              |                    |
| 5 maj                             | Francja            | Tro Bro Leon                           | 1.Pro              | Arnaud De Lie (Lotto Dstny)                       | Clément Venturini (Arkéa-B&B Hotels)          | Pierre Gautherat (Decathlon-AG2R La Mondiale)            |                    |
| 8 – 12 maja 2024                  | Węgry              | Tour de Hongrie                        | 2.Pro              | Thibau Nys (Lidl-Trek)                            | Emanuel Buchmann (Bora-Hansgrohe)             | Wout Poels (Bahrain Victorious)                          |                    |
| 14 – 19 maja 2024                 | Francja            | Quatre Jours de Dunkerque              | 2.Pro              | Sam Bennett (Decathlon-AG2R La Mondiale)          | Paul Penhoët (Groupama-FDJ)                   | Jenno Berckmoes (Lotto Dstny)                            |                    |
| 23 – 26 maja 2024                 | Norwegia           | Tour of Norway                         | 2.Pro              | Axel Laurance (Alpecin-Deceuninck)                | Bart Lemmen (Team Visma \| Lease a Bike)      | Ådne Holter (Uno-X Mobility)                             |                    |
| 23 – 26 maja 2024                 | Francja            | Boucles de la Mayenne                  | 2.Pro              | Alberto Bettiol (EF Education-EasyPost)           | Benoît Cosnefroy (Decathlon-AG2R La Mondiale) | Axel Zingle (Cofidis)                                    |                    |
| 29 maj                            | Belgia             | Tour de l’Eurométropole                | 1.Pro              | Biniam Girmay (Intermarché-Wanty)                 | Axel Zingle (Cofidis)                         | Marc Hirschi (UAE Team Emirates)                         |                    |
| 2 cze                             | Belgia             | Brussels Cycling Classic               | 1.Pro              | Jonas Abrahamsen (Uno-X Mobility)                 | Biniam Girmay (Intermarché-Wanty)             | Kaden Groves (Alpecin-Deceuninck)                        |                    |
| 8 cze                             | Belgia             | Dwars door het Hageland                | 1.Pro              | Gianni Vermeersch (Alpecin-Deceuninck)            | Jonas Abrahamsen (Uno-X Mobility)             | Hartthijs de Vries (TDT-Unibet)                          |                    |
| 12 – 16 czerwca 2024              | Słowenia           | Dirka po Sloveniji                     | 2.Pro              | Giovanni Aleotti (Bora-Hansgrohe)                 | Pello Bilbao (Bahrain Victorious)             | Giulio Pellizzari (VF Group-Bardiani CSF-Faizanè)        |                    |
| 12 – 16 czerwca 2024              | Belgia             | Baloise Belgium Tour                   | 2.Pro              | Søren Wærenskjold (Uno-X Mobility)                | Mathias Vacek (Lidl-Trek)                     | Alex Aranburu (Movistar Team)                            |                    |
| 7 – 14 lipca 2024                 | Chiny              | Tour of Qinghai Lake                   | 2.Pro              | Jefferson Alveiro Cepeda (Caja Rural-Seguros RGA) | Thomas Silva (Caja Rural-Seguros RGA)         | Manuele Tarozzi (VF Group-Bardiani CSF-Faizanè)          |                    |
| 22 – 26 lipca 2024                | Belgia             | Tour de Wallonie                       | 2.Pro              | Matteo Trentin (Tudor Pro Cycling Team)           | Corbin Strong (Israel-Premier Tech)           | Alex Kirsch (Lidl-Trek)                                  |                    |
| 4 – 7 sierpnia 2024               | Norwegia           | Arctic Race of Norway                  | 2.Pro              | Magnus Cort Nielsen (Uno-X Mobility)              | Clément Champoussin (Arkéa-B&B Hotels)        | Kevin Vermaerke (Team dsm-firmenich PostNL)              |                    |
| 5 – 9 sierpnia 2024               | Hiszpania          | Vuelta a Burgos                        | 2.Pro              | Sepp Kuss (Team Visma \| Lease a Bike)            | Max Poole (Team dsm-firmenich PostNL)         | Finn Fisher-Black (UAE Team Emirates)                    |                    |
| 14 – 18 sierpnia 2024             | Dania              | Danmark Rundt                          | 2.Pro              | Arnaud De Lie (Lotto Dstny)                       | Magnus Cort Nielsen (Uno-X Mobility)          | Anders Foldager (Dania)                                  |                    |
| 21 – 25 sierpnia 2024             | Niemcy             | Deutschland Tour                       | 2.Pro              | Mads Pedersen (Lidl-Trek)                         | Danny van Poppel (Red Bull-Bora-Hansgrohe)    | Tobias Halland Johannessen (Uno-X Mobility)              |                    |
| 3 – 8 września 2024               | Wielka Brytania    | Tour of Britain                        | 2.Pro              | Stephen Williams (Israel-Premier Tech)            | Oscar Onley (Team dsm-firmenich PostNL)       | Tom Donnenwirth (Decathlon AG2R La Mondiale Development) |                    |
| 8 wrz                             | Francja            | Grand Prix de Fourmies                 | 1.Pro              | Arvid de Kleijn (Tudor Pro Cycling Team)          | Gerben Thijssen (Intermarché-Wanty)           | Søren Wærenskjold (Uno-X Mobility)                       |                    |
| 8 wrz                             | Włochy             | GP Industria & Artigianato di Larciano | 1.Pro              | Marc Hirschi (UAE Team Emirates)                  | Thomas Silva (Caja Rural-Seguros RGA)         | Diego Ulissi (UAE Team Emirates)                         |                    |
| 12 wrz                            | Włochy             | Coppa Sabatini                         | 1.Pro              | Marc Hirschi (UAE Team Emirates)                  | Gregor Mühlberger (Movistar Team)             | Anders Foldager (Team Jayco AlUla)                       |                    |
| 18 – 22 września 2024             | Luksemburg         | Tour de Luxembourg                     | 2.Pro              | Antonio Tiberi (Bahrain Victorious)               | Mathieu van der Poel (Alpecin-Deceuninck)     | David Gaudu (Groupama-FDJ)                               |                    |
| 18 wrz                            | Belgia             | Grand Prix de Wallonie                 | 1.Pro              | Roger Adrià (Red Bull-Bora-Hansgrohe)             | Alex Aranburu (Movistar Team)                 | Clément Champoussin (Arkéa-B&B Hotels)                   |                    |
| 21 wrz                            | Belgia             | Primus Classic                         | 1.Pro              | Filippo Baroncini (UAE Team Emirates)             | Rick Pluimers (Tudor Pro Cycling Team)        | Rui Oliveira (UAE Team Emirates)                         |                    |
| 29 września – 6 października 2024 | Malezja            | Tour de Langkawi                       | 2.Pro              | Max Poole (Team dsm-firmenich PostNL)             | Thomas Pesenti (JCLTeam Ukyo)                 | Unai Iribar (Equipo Kern Pharma)                         |                    |
| 3 paź                             | Niemcy             | Münsterland Giro                       | 1.Pro              | Jasper Philipsen (Alpecin-Deceuninck)             | Jordi Meeus (Red Bull-Bora-Hansgrohe)         | Milan Fretin (Cofidis)                                   |                    |
| 5 paź                             | Włochy             | Giro dell’Emilia                       | 1.Pro              | Tadej Pogačar (UAE Team Emirates)                 | Thomas Pidcock (Ineos Grenadiers)             | Davide Piganzoli (Team Polti Kometa)                     |                    |
| 6 paź                             | Francja            | Paryż-Tours                            | 1.Pro              | Christophe Laporte (Team Visma \| Lease a Bike)   | Mathias Vacek (Lidl-Trek)                     | Jasper Philipsen (Alpecin-Deceuninck)                    |                    |
| 7 paź                             | Włochy             | Coppa Bernocchi                        | 1.Pro              | Stan Van Tricht (Alpecin-Deceuninck)              | Alex Baudin (Decathlon-AG2R La Mondiale)      | Roger Adrià (Red Bull-Bora-Hansgrohe)                    |                    |
| 8 paź                             | Włochy             | Tre Valli Varesine                     | 1.Pro              | odwołany                                          |                                               |                                                          |                    |
| 9 – 13 października 2024          | Chiny              | Tour of Taihu Lake                     | 2.Pro              | Jelte Krijnsen (Q36.5 Pro Cycling Team)           | Marcin Budziński (Mazowsze Serce Polski)      | Wilmar Paredes (Team Medellín)                           |                    |
| 10 paź                            | Włochy             | Giro del Piemonte                      | 1.Pro              | Neilson Powless (EF Education-EasyPost)           | Corbin Strong (Israel-Premier Tech)           | Alex Aranburu (Movistar Team)                            |                    |
| 16 paź                            | Włochy             | Giro del Veneto                        | 1.Pro              | Corbin Strong (Israel-Premier Tech)               | Xandro Meurisse (Alpecin-Deceuninck)          | Romain Grégoire (Groupama-FDJ)                           |                    |
| 20 paź                            | Włochy             | Veneto Classic                         | 1.Pro              | Magnus Cort Nielsen (Uno-X Mobility)              | Romain Grégoire (Groupama-FDJ)                | Xandro Meurisse (Alpecin-Deceuninck)                     |                    |
| 20 paź                            | Japonia            | Japan Cup                              | 1.Pro              | Neilson Powless (EF Education-EasyPost)           | Ilan Van Wilder (Soudal Quick-Step)           | Matej Mohorič (Bahrain Victorious)                       |                    |